# トンガの歴史
トンガの歴史（トンガのれきし）では、先史時代から現代に至るトンガの歴史を扱う。トンガは4つの諸島、172の島からなる南太平洋ポリネシア中央部の島国である。現在に至るまで王制が残る唯一の島でもある。このため、外国系の住民も2%以下と少ない。これは隣国のフィジーがイギリスのプランテーション農園として固定化し、移民労働者のインド人とフィジー人の対立が現代に至るまで残ったことや、東部ポリネシア全域が現在に至るまで独立を果たしていないこととは対照的である。

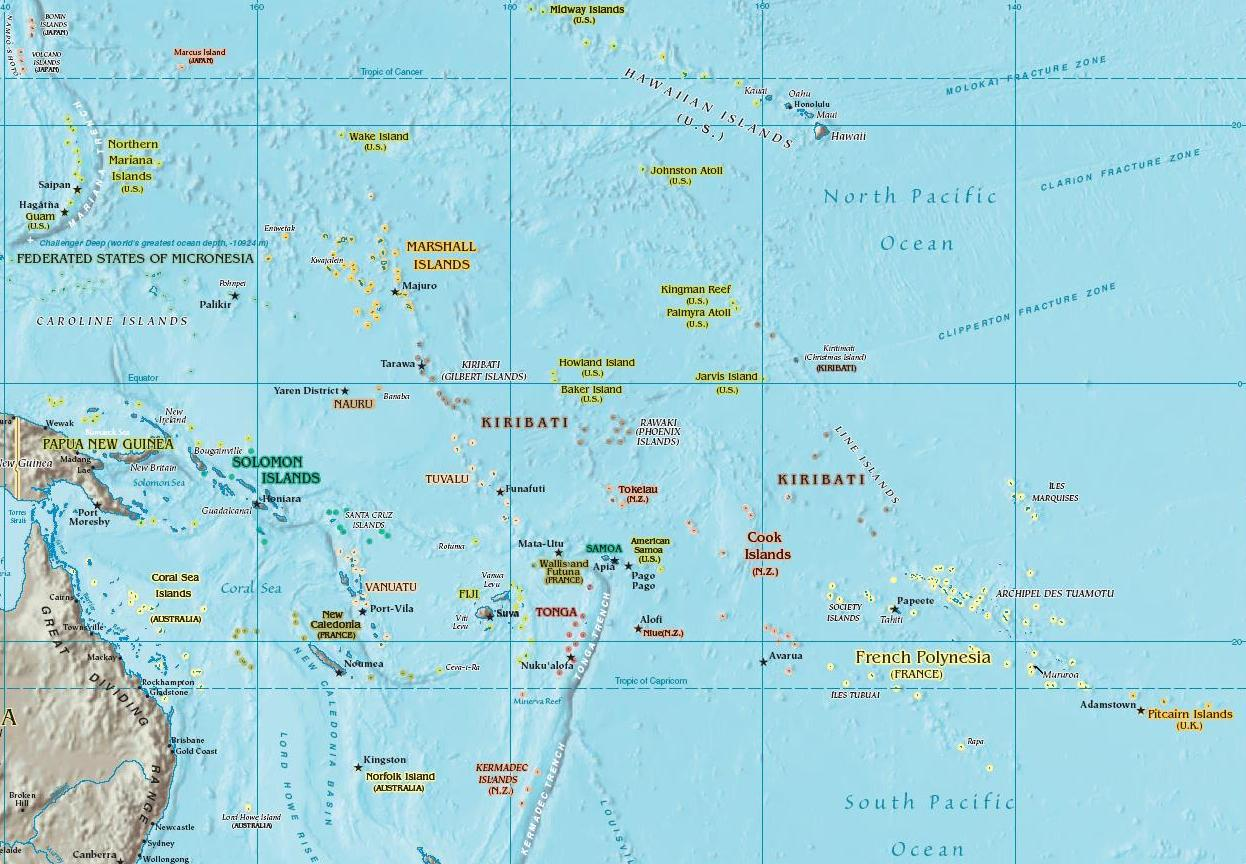
オセアニアとトンガ 南太平洋に広がるポリネシアのうち、トンガはほぼ中央部に位置する

## ラピタ文化
トンガにやって来た最初の人類は、現在ではラピタ文化と呼ばれる文化様式を持った人々である。ラピタ文化を生み出した人々の源郷は台湾あるいは長江下流部、東南アジア島嶼部と考えられている。（研究者によって諸説あり）
台湾、フィリピン周辺の海域に成立した海洋文化の一部は、ニューギニア島の北側の多島海を伝って航海カヌーで東に進み、紀元前1500年頃にニューギニア島周辺でラピタ文化を生み出したと考えられている。
ラピタ文化は新石器文化に属する。農耕文化であり、家畜を飼育し、ラピタ土器と呼ばれる土器を作った。ラピタ文化はポリネシア文化の祖型でもある。農耕ではタロイモやヤムイモの栽培、イヌ、ブタ、ニワトリの飼育を特徴とし、刺青の習慣、樹皮を用いた繊維の製作を行う。最も特徴的なのが航海術である。これは住居にも反映していた。住居は船を基調としたもので、非対称の双胴船を杭上家屋として利用していたとも考えられている。
ラピタ文化の土器には鋸歯状刻印文と呼ばれる同心円やY字型の文様、抽象化した人の顔が描かれているため、どのように拡散していったのかが把握しやすい。土器自体は海砂と粘土を混合し、野焼きしたものである。器形は変化に富み、壷以外に皿なども残っている。ラピタ文化の遺跡をニューギニア島から辿ると、ビスマーク諸島が紀元前1300年、バヌアツが紀元前1000年、フィジーが紀元前900年、トンガは紀元前850年にラピタ文化圏に入ったことが分かる。ラピタ文化の拡散はトンガとほぼ同じ経度にあるサモアで止まっている。
トンガでは約1000年間、ラピタ文化が継続した。その間、土器の文様の簡素化、土器製作自体の終焉が起こる。ラピタ文化の変容の度合いはポリネシアの島ごとに幅がある。これは現代のポリネシアの文化にも残っている。トンガにおいては土器以外の変化はなかった。

## トンガ交易圏帝国
（この期間のトンガの歴史は、トンガ大首長国 を参照）
トンガは無文字文化であったため、ラピタ文化終了後、口伝伝承で遡れる10世紀までの歴史は不明である。記録に残る最古の王は10世紀のアホエアトゥ王であり、この頃よりトンガは、トンガ帝国とも称される、西ポリネシアに広がる大交易文化圏を形成し始める。12世紀にはトゥイ・トンガ11世がサンゴによる石灰岩のブロックで巨石建造物を建築している。支石墓も残っている。
14世紀のカウウルフォヌア王は宗教的権威と世俗的権力を分離、世俗的権力は弟のマウンガモトゥア王に属した。マウンガモトゥア王はハアアタカラウア王朝を開く。15世紀には専制王制が崩壊し、封建体制に移行する。なお、専制王制が崩壊した要因については詳細な記録が残っておらず、現在も謎となっている。当時、既にサモアを支配下においていた。17世紀にはハアアタカラウア王朝のフォトフィリ王が弟のヌガラに王位を譲り、カノクポル王朝が始まる。19世紀にはタウフォアウ・トゥポウ王が即位。現王朝が成立した。

## ヨーロッパ人との接触
1616年、オランダのウィレム・スホーテンとヤコブ・ルメールが現トンガ最北部のニウアトプタプ島近海に到達した。このときトンガ側は双胴船で航海中であり、直接の接触はなかった。1643年にはイギリスのサミュエル・ウォリスが最大の島で現在の首都が位置するトンガタプ島を訪れる。
1773年と1773年にはイギリスの探検家ジェームズ・クックがトンガタプ島や中部のハアパイ諸島に来航する。これはクックの太平洋探検である第2航海と第3航海に相当する。ハアパイ諸島のリフカ島で友好的な応対を受けたため、フレンドリー島と命名、以後、トンガ全体がフレンドリー諸島と呼ばれるようになった。しかしクックは、封建領主を王と間違えて対応したまま2か月以上島に留まったため、礼を失したという理由で暗殺の動きがあったことが記録に残っている。1789年にはバウンティ号の反乱がハアパイ諸島付近で起こるものの、トンガ自体の歴史には関係していない。
1826年、メソジストの宣教師が訪れる。既にロンドン伝道教会の宣教師が1797年に訪れていたが、このときはキリスト教の布教に失敗していた。これは捕鯨船や脱走兵の暗躍など社会全体に混乱があったためである。
19世紀に入ると、王権にはっきりとした混乱が生じた。各諸島に拠点を持つ3者のうち、タウファアフ・トゥポウが統一王となる。王は1831年に洗礼を受け、ジョージ・トゥポウと改名した。1845年にジョージ・トゥポウ1世となる。王はキリスト教（メソジスト）を広げる聖戦という形でトンガ全体を1852年に武力で平定した。このときカトリックなどメソジスト以外の住民を改宗させている。このため、トンガ人のほとんどがメソジスト派のキリスト教徒となった。1875年にはトゥポウ1世が立憲君主となり、同時に封建的な土地所有を排した。

## トンガの近代帝国主義
ヨーロッパ諸国から植民地化の手法を学んだトゥポウ1世はトンガによる植民地帝国の建設を開始した。目標は隣国フィジーである。まず、東部フィジーに侵攻し、トンガの領土とする。1853年には自らフィジーを訪問、キリスト教化を進めた。これは白人入植者と手を結び、フィジー全体をトンガが併合するためである。その後、キリスト教徒保護の名目で数次にわたるフィジー介入を続けた。しかし、フィジーに権益を持つアメリカ合衆国がまず、債務引継ぎを要求、1858年には当時の最新兵器である蒸気船を派遣したため、一旦併合の動きを停止した。
この時点で、フィジーにはイギリス領事が置かれており、イギリスの権益が及んでいた。トゥポウ1世はフィジーを諦めておらず、1860年にイギリスがニュージーランドでマオリ戦争を始め、1861年にアメリカが南北戦争で弱体化した機に乗じて、フィジーに圧力をかける。しかし、結局はフィジー側の抵抗が強く、1867年にはフィジーに立憲王国が成立、アメリカ、イギリス以外にニュージーランドとドイツの干渉を受け、フィジーから手を引くことになった。
このころ、1858年にイギリスとの交渉で通訳を果たしたメソジストの牧師であるシャーリー・ワルデマー・ベイカーの時代が始まる。まず、トンガ王国顧問となった後、1862年に交付された民法改正に協力し、1875年にはハワイ憲法とニュージーランド憲法を参考に新憲法を作った。ほぼ同時期にメソジスト教会が分裂、トンガ自由メソジスト教会が他のメソジスト教会を圧迫してゆく。
1876年、隣国サモアを支配下に置いていたドイツが艦隊を派遣し友好条約の締結を迫る。条約ではトンガの石炭貯蔵設備をドイツが利用する権利を認めている。ドイツの動きに驚いたイギリスは同様の条約を1879年にトンガとの間で結んだ。このときベイカーはトンガの国益を主張したため、イギリスはメソジスト教会に圧力をかけ、1880年、オーストラリアに召還されてしまう。
しかし、ベイカーはドイツと通じ、ドイツの軍艦によってトンガに戻る。トゥポウ1世はベイカーを首相、外相に任命、トンガの平民に有利な法律の改正を進めた。しかし、イギリス商人の権益を損ねたため、1887年にはベイカー暗殺未遂事件が起きた。

## イギリス保護領から独立へ
1900年、ジョージ・トゥポウ2世はイギリスと友好条約を締結、トンガはイギリスの保護領となり外交権を失った。イギリスとの関係は安定しており、1941年に始まった太平洋戦争では、トンガは連合国（イギリス）軍の一員として参戦、ソロモン諸島を占領した日本軍と戦った。第二次世界大戦中にはニュージーランド軍とアメリカ軍の拠点となったが、基地として固定化することはなく、大戦後には撤退している。
1958年、イギリスとの友好条約によってトンガの自治が確立する。1968年の条約により、保護領として留まりながら、さらに権利が拡大した。1965年、タウファアハウ・トゥポウ4世が王となり、同王のもと、1970年6月4日にイギリス連邦内の独立国となった。
1972年、トンガの権益を侵す動きが露呈する。トンガの南西480kmに位置する無人島テレキトケラウ島とテレキトンガ島をミネルバ共和国として独立させ、タックス・ヘイヴンとして利用しようとする動きである。首謀者はリトアニア生まれのユダヤ系アメリカ人マイケル・オリバー率いるフェニックス財団であった。これを防ぐため、トンガは2島の領有権を主張、合弁企業の策動を防ぐことに成功した。
1987年、トンガ議会で初めて野党が一般議席の多数派となる。しかし、トンガ議会には王自身や世襲貴族も議席を擁するため、首相には王族であるファタフェヒ・トゥイペレハケが付き、政治の不安定化には至らなかった。1990年の選挙でも反政府派が一般議席の多数派となったが、やはり議会全体を押えるには至っていない。